# Chelva
Chelva – gmina w Hiszpanii, w prowincji Walencja, we wspólnocie autonomicznej Walencja, o powierzchni 190,56 km². W 2011 roku liczyła 1627 mieszkańców.